# 14065 Flegel
14065 Flegel (1996 EY5) là một tiểu hành tinh vành đai chính được phát hiện ngày 11 tháng 3 năm 1996 bởi Spacewatch ở Kitt Peak.